# Alessandro Baggi
Alessandro Baggi (Milano, 10 agosto 1966) è un fumettista italiano.
Esordisce appena diciassettenne sulle pagine della rivista 1984.
Nel 1988 si aggiudica il primo premio al Concorso Nazionale Giovani Autori di Prato.
Mel 1989 approda alla ACME collaborando alle testate Mostri e Splatter.
Successivamente disegna per l'Intrepido della Universo, diventandone copertinista nel 1995.
La Phoenix Enterprise Publishing Company gli ha dedicato un volume monografico intitolato Vertigini.
Nel 2001 esordisce alla Sergio Bonelli Editore sulla testata Dampyr, disegnando la storia del n° 10.
| Controllo di autorità | VIAF (EN) 261680913 · ISNI (EN) 0000 0003 8178 3280 · BNF (FR) cb14485191p (data) |